# Alatocladia
Alatocladia, maleni rod crvenih algi smješten u potporodicu Corallinoideae, dio porodice Corallinaceae. Postoje dvije vrste, obje su morske.
Rod je opisan 1969.

## Vrste
1. Alatocladia modesta (Yendo) H.W.Johansen
2. Alatocladia yessoensis (Yendo) P.W.Gabrielson, K.A.Miller & Martone